# Calling All the Monsters
«Calling All the Monsters» — песня в исполнении американской поп-певицы Чайны Энн Макклейн. Он был продюсирован Никласом Молиндером и Йоакимом Перссон, который также является соавтором песни Johan Alkenas, и Чарли Мейсона, для саундтрека, к альбому A.N.T. Farm (2011), саундтрек к телесериалу Disney Channel, Высший класс. Песня была выпущена в качестве второго сингла с альбома 20 сентября 2011 года звукозаписывающей компанией Walt Disney Records.
Песня в целом получила положительные отзывы от критиков, причем большинство из них хвалили её игровой и танцевальный характер. «Calling All the Monsters» пользовалась большим успехом в США, достигнув первый номер на Billboard Hot 100, достигшая самого высокого места на Billboard Hot 100 из всех песен к альбому. Он также занял первое место в чарте Billboard Top Heatseekers. Песня достигла высшей позиции в чартах Словакии. В топ 75 в Великобритании песня также достигла первой позиции. Она возглавила Top Radio Disney 30 Countdown.
В клипе к песне Чайна Энн показана в старом доме, где она танцует вместе с разными монстрами. Танцевальные движения и общую тему видео, как говорят, авторы придумали вдохновившись видео 1984 года к синглу Майкла Джексона «Thriller». В начале и конце видео присутствуют сестры Чайны, Сьера и Лорин.

## Высший класс
«Calling All the Monsters» является вторым синглом из альбома A.N.T. Farm был записан для специальной серии телесериала Высший класс на канале Disney Channel «MutANT Farm», премьера которой состоялась 7 октября 2011 года в Северной Америке, более чем через две недели после релиза сингла. В этом эпизоде показана другая вселенная, где теперь ученики из специального класса не талантливые дети, а монстры, которые управляют людьми в школе. Людям нельзя попасть на танцы туда пускают только монстров, и они надевают костюмы чтобы попасть на них. Тем временем Чайна Паркс (Макклейн), которая показана, как Медуза Горгона хочет стать человеком и подливает зелье в пунш, и когда все его выпивают монстры превращаются в людей, но когда Чайна начинает петь то выясняется, что зелье действует только на время и все монстры превращаются обратно.
Песня также была использована во втором сезоне сериала Танцевальная лихорадка(2011).

## Жанр
Сингл «Calling All the Monsters» — танцевальная песня в стиле электропоп. Песня была отмечена как современная версия песни Майкла Джексон «Thriller». [3] звук «Calling All Monsters» получил сравнение с музыкальными стилями американского поп-певца Майкла Джексона и поп-певицы Бритни Спирс. Тема этой песни кружится, вокруг волшебства и фантазии, как танцы с монстрами.

## Критика
Джессика Доусон с веб-сайта Commonsensemedia, оценила песню на три из пяти звезд, хваля её клубный дружественный характер, далее отметив, что:

Макклейн делает работает в хорошем направлении короля поп-музыки, в своей версии она танцует с мумиями и зомби, но она делает это с улыбкой и розовыми блестками сверху. «Calling All Monsters» является оптимистичным, заразительным клубным битом, который у вас и ваших детей на Хэллоуин взорвет на ночь танцпол. Дети будут любить эту песню каждую ночь на Хэллоуин, конечно, но это обязательно будет хит, когда немного вампиров и ведьм выходят в октябре.

«Calling All Monsters» занял сотую позицию на Billboard Hot 100, собрав 25000 цифровых загрузок в течение недели, закончившейся 2 октября 2011 года. Релиз саундтрека к фильму вызвал увеличение продаж песни, появляясь в чарте под номером восемьдесят шесть.

## Клип
Клип был выпущен 21 сентября 2011 года. Старшие сестры Чайны Энн МакКлайн, Лорин Макклейн и Сьерра Макклейн, являлись приглашенными звездами в клипе. Они говорят с Чайной в начале и конце видео. Чайна считает, что в дом с привидениями идет вечеринка и проходит внутрь, так как её сестры не верят, что там вечеринка.
Чайна откидывает капюшон своего плаща и видит, доспехи рыцаря который начинают двигаться, а затем танцевать. Она поднимается на второй этаж и видит, как танцуют уже не один монстр их несколько мумия, Франкенштейн и т. д., после видит человека, который танцует в картине. Она идет на третий этаж, где куча монстров танцует. В конце концов, она выходит со своим плащом, и говорит сестрам, что там ничего нет.

## Позиции в чартах
| Чарт (2011)                     | Позиция |
| ------------------------------- | ------- |
| Канада (Canadian Hot 100)       | 1       |
| США Billboard Hot 100           | 1       |
| США Billboard Heatseekers Songs | 1       |

## A.N.T. Farm
Позже, 11 октября 2011 года «Calling All the Monsters» был выпущен наряду с синглом «Dynamite» и вошёл в альбом A.N.T. Farm с новыми песнями, которые были представлены в сериале Высший класс.